# Мешовитa грађa (Miscellanea)

Мешовита грађа је научни часопис који издаје Историјски институт у Београду, а у коме се објављује најзначајнија приређена изворна грађа која се односи на историју српског народа до краја Првог светског рата. Објављивање историјских извора на разним језицима и из различитих периода српске историје представља битан допринос српској историографији и у томе је значај овог часописа.

## Историјат
Часопис је произашао из едиције Грађа, а прва свеска изашла је 1956. године као зборник приређених извора у издању Српске академије наука и Историјског института САН. Следећа свеска објављена је тек 1973. године, а до 1990. изашло је 20 бројева, Едиција је укинута 1990. године одлуком Одбора за културно-историјске науке, уз образложење да Историјски институт има два часописа, што га ставља у повлашћен положај (други је Историјски часопис, који излази од 1949. године). При томе је занемарена чињеница да је намена ова два часописа различита: у Историјском часопису се објављују углавном чланци из историје, а у Мешовитој грађи искључиво изворна историјска грађа.
Историјски институт успео је да обнови ову значајну едицију 2003. године, после прекида од тринаест година, под именом Мешовита грађа (Miscellanea) Нова серија, почев од броја 21. Од тада часопис излази једном годишње, са изузетком 2004. и 2005., када су изашле две, односно три свеске. 

## Уредници
Уредник прве свеске из 1956. био је академик др Илија Синдик, тадашњи управник Историјског института САН, а друге (1973) др Реља Новаковић. Затим су уредници били такође директори Историјског института др Даница Милић (1974-1986) и др Славенко Терзић (1986-1990). Нову серију, која излази од броја 21, почев од 2003. године, уређивали су др Петар Крестић (2003-2010), др Недељко Радосављевић (2011-2013) и др Срђан Катић ( од 2014).

## Теме
У Мешовитој грађи објављује се разноврсна историјска грађа (писма, документа, турски дефтери, разни пописи, мемоари, записници, судски списи, дневници познатих личности и сведока важних догађаја, белешке ратних ветерана, путописи, тестаменти, разне врсте извештаја, натписи) на разним језицима (турском, немачком, руском, француском, енглеском, италијанском, црквенословенском итд.), критички приређена и често допуњена факсимилима и илустрацијама. Ова обрађена историјска грађа потиче из најразличитијих периода српске историје и односи се на све територије и државе на којима је живео и живи српски народ. Приређивачи и аутори чланака су угледни историчари, сарадници Историјског института, академици, професори универзитета.

## Електронски облик часописа
Часопис је доступан на Интернету од 2015. године. Нова серија, од броја 21, може се наћи на сајту Историјског института ( https://web.archive.org/web/20161025152959/http://www.iib.ac.rs/srp/izdavastvo.htm ), а старији бројеви, од 1 до 20, на Google Books 
https://books.google.com/books?uid=100220973362175530539&as_coll=1003&hl=sr&source=gbs_lp_bookshelf_list